# Gymnázium Židlochovice
Gymnázium Židlochovice je osmileté gymnázium nacházející se ve městě Židlochovice v Jihomoravském kraji. V roce 2012 mělo 8 tříd, 250 žáků, 22 pedagogů a 8 nepedagogických zaměstnanců. Jeho ředitelem je od roku 2018 Jan Vybíral, zástupcem Eduard Pataki. Jde o příspěvkovou organizaci Jihomoravského kraje.

## Historie
Roku 1993 město Židlochovice zažádalo o zřízení gymnázia. Jeho prvním ředitelem se stal 15. srpna 1994 Antonín Šerý. Gymnázium mělo 9 pedagogických zaměstnanců. V začátcích nemělo gymnázium vlastní budovu, působilo v prostorách základní školy, která mu zapůjčovala pomůcky a další předměty potřebné pro výuku. Po skončení prvního školního roku se gymnázium přemístilo do nové budovy, ve které působí dodnes.
V roce 2007 prošla budova školy opravami – byla opravena fasáda, střecha včetně nových okapů, schodiště a vchod. Náklady na rekonstrukci (4,5 milionu korun) uhradil zřizovatel školy, Jihomoravský kraj.
Po opravě střechy, včetně nových okapů, se opravy dočkala i fasáda. Poslední částí rekonstrukce byla demontáž původního schodiště a oprava vchodu.
Při optimalizaci středních škol na jižní Moravě v roce 2011 v důsledku poklesu počtu studentů  přicházejících na střední školy se uvažovalo o sloučení gymnázií v Židlochovicích a Hustopečích. Při projednávání optimalizace v krajském zastupitelstvu v září téhož roku vystoupil tehdejší náměstek hejtmana Stanislav Juránek s doplňovacím návrhem a toto sloučení se neuskutečnilo. Učinil tak ovšem až po silném občanském nesouhlasu rodičů žáků i regionální veřejnosti, jejichž připomínky zprvu vůbec nebral v potaz.

## Ředitelé
- RNDr. Antonín Šerý (1994–1997)
- Mgr. Maria Karberová (1997)
- RNDr. Jiří Kubeš (1997–2018)
- Mgr. Jan Vybíral (2018–současnost)